# Kusini Yengi
Kusini Yengi (właśc. Kusini Boja Yengi; ur. 15 stycznia 1999 w Adelaide) – australijsko-angielski piłkarz, występujący na pozycji napastnika w angielskim klubie Portsmouth F.C. oraz w reprezentacji Australii. Uczestnik Pucharu Azji 2023.

## Statystyki

### Klubowe
Na podstawie:
| Klub               | Sezonów | Liga           | Liga  | Liga   | Puchar krajowy | Puchar krajowy | Kontynentalne | Kontynentalne | Suma  | Suma   |
| Klub               | Sezonów | Liga           | Mecze | Bramki | Mecze          | Bramki         | Mecze         | Bramki        | Mecze | Bramki |
| ------------------ | ------- | -------------- | ----- | ------ | -------------- | -------------- | ------------- | ------------- | ----- | ------ |
| Adelaide United FC | 3       | A-League       | 27    | 6      | 0              | 0              | –             | –             | 27    | 6      |
| Western Sydney     | 1       | A-League       | 18    | 4      | 0              | 0              | –             | –             | 18    | 4      |
| Portsmouth F.C.    | 1       | EFL League One | 12    | 3      | 5              | 4              | –             | –             | 17    | 7      |
|                    | Łącznie | Łącznie        | 57    | 13     | 5              | 4              | 0             | 0             | 62    | 17     |

### Reprezentacyjne
Na podstawie:
| Występy i gole w reprezentacji | Występy i gole w reprezentacji | Występy i gole w reprezentacji | Występy i gole w reprezentacji | Występy i gole w reprezentacji | Występy i gole w reprezentacji | Występy i gole w reprezentacji | Występy i gole w reprezentacji | Występy i gole w reprezentacji |
| Lp.                            | Data                           | Miasto                         | Przeciwnik                     | Wynik                          | Czas                           | Gole                           | Inne                           | Rozgrywki                      |
| ------------------------------ | ------------------------------ | ------------------------------ | ------------------------------ | ------------------------------ | ------------------------------ | ------------------------------ | ------------------------------ | ------------------------------ |
| 1.                             | 16.11.2023                     | Melbourne                      | Bangladesz                     | 7:0 (4:0)                      | 72'–90'                        |                                |                                | Eliminacje MŚ 2026             |

## Sukcesy
Na podstawie:

### Klubowe
Brak ważniejszych osiągnięć.